# Weddington
Weddington és una població dels Estats Units a l'estat de Carolina del Nord. Segons el cens del 2000 tenia 6.696 habitants.

## Demografia
Segons el cens del 2000, Weddington tenia 6.696 habitants, 2.159 habitatges i 1.958 famílies. La densitat de població era de 163,7 habitants per km².
Dels 2.159 habitatges en un 50,3% hi vivien nens de menys de 18 anys, en un 84,9% hi vivien parelles casades, en un 4% dones solteres, i en un 9,3% no eren unitats familiars. En el 7,5% dels habitatges hi vivien persones soles l'1,9% de les quals corresponia a persones de 65 anys o més que vivien soles. El nombre mitjà de persones vivint en cada habitatge era de 3,1 i el nombre mitjà de persones que vivien en cada família era de 3,28.
Per edats la població es repartia de la següent manera: un 32,5% tenia menys de 18 anys, un 4,2% entre 18 i 24, un 28,9% entre 25 i 44, un 28,9% de 45 a 60 i un 5,5% 65 anys o més.
L'edat mediana era de 38 anys. Per cada 100 dones de 18 o més anys hi havia 100,3 homes.
La renda mediana per habitatge era de 97.617 $ i la renda mediana per família de 102.120 $. Els homes tenien una renda mediana de 80.019 $ mentre que les dones 38.750 $. La renda per capita de la població era de 37.295 $. Entorn del 0,9% de les famílies i l'1,5% de la població estaven per davall del llindar de pobresa.

## Poblacions més properes
El següent diagrama mostra les poblacions més properes.